# Montier-en-Der
Montier-en-Der – miejscowość i dawna gmina we Francji, w regionie Grand Est, w departamencie Górna Marna. W 2013 roku jej populacja wynosiła 2144 mieszkańców. 
W dniu 1 stycznia 2016 roku z połączenia dwóch ówczesnych gmin – Montier-en-Der oraz Robert-Magny – powstała nowa gmina La Porte-du-Der. Siedzibą gminy została miejscowość Montier-en-Der. 

## Zabytki
- kościół romański – zbudowany około 1000 roku[3].